# دهان‌باز فربه
دهان‌باز فربه (نام علمی: Tresus capax) نام یک گونه از راسته صدف‌های سفت‌پوسته است.